# Norges speiderforbund
Norges speiderforbund, forkortet NSF, er den fælles organisation for de fleste norske spejdere. Forbundet blev stiftet i 1978, da Norsk Speidergutt-forbund (stiftet 1911) og Norsk Speiderpikeforbund (stiftet 1921) gik sammen. Forbundet har ca. 21000 nedlemmer, fordelt på 600 spejdergrupper, opdelt i 30 kredse og 6 korps (Baptistenes speiderkorps, Blå Kors Speidere, Frelsesarmeens speidere, Frikirkens speiderkorps, Metodistkirkens speiderkorps, NmU Speiderkorps).

## På WWW
- Norges speiderforbund

| Forening eller organisation | Spire Denne artikel om en forening eller organisation er en spire som bør udbygges. Du er velkommen til at hjælpe Wikipedia ved at udvide den. |